# .internal
Il dominio .internal è riservato da ICANN come nome di dominio per l'uso di applicazioni private che non può essere installato come dominio di primo livello nel Domain Name System (DNS) di Internet. A partire dal 6 febbraio 2025, il dominio non è stato standardizzato dalla Internet Engineering Task Force (IETF), anche se è stato presentato un Internet Draft che descrive il TLD.

## Storia
Nel 2013, l'RFC 6762 menzionava l'uso di TLD non registrati per reti interne private e, pur sconsigliandoli, includeva .internal tra gli altri TLD non registrati che erano stati di uso comune su reti private. Successivamente, nel 2017, l'Internet-Draft draft-wkumari-dnsop-internal-00 proponeva di riservare l'uso di .internal per "nomi che non hanno significato nel contesto globale ma hanno significato in un contesto interno alla loro rete", e per i quali i nomi riservati RFC 6761 sono semanticamente inappropriati. La bozza è scaduta il 3 gennaio 2018. 
Il 24 gennaio 2024, ICANN ha aperto una richiesta di commenti sulla proposta di un dominio di primo livello riservato alle "applicazioni di rete privata e di rete interna". Amazon e Google hanno entrambi inviato commenti a favore del TLD. ICANN ha dichiarato che l'adozione di un dominio esplicitamente riservato all'utilizzo della rete interna contribuirebbe a ridurre al minimo l'uso di TLD non coordinati e ad hoc, come .corp, .home, .lan e .private.
Il 29 luglio 2024, ICANN ha accettato e riservato formalmente .internal per le domande di uso privato. Un Internet-Draft, draft-davies-internal-tld-00, è stato rilasciato il 2 agosto descrivendo la riserva di .internal. Ha inoltre esposto il rischio di scegliere TLD non assegnati che potrebbero "in seguito apparire nel DNS globale causando così collisioni e comportamenti non definiti per gli utenti".